# ويليام إيلدر
ويليام إيلدر هو صحفي كندي، ولد في 22 يوليو 1822، وتوفي في 23 يوليو 1883.